# 7,7,8,8-四氰基对苯二醌二甲烷
7,7,8,8-四氰基对苯二醌二甲烷（缩写：TCNQ）是一种有机化合物，化学式为(NC)2CC6H4C(CN)2。这种多腈是对苯醌的衍生物，为电子受体，用于制备电荷转移配合物，在分子电子学中有所研究。

## 制备
TCNQ可由1,4-环己二酮和丙二腈的缩合反应制备，反应中通过溴脱氢得到二烯：
C6H8O2  +  2 CH2(CN)2   →  C6H8(C(CN)2)2  +  2 H2O
C6H8(C(CN)2)2  +  2 Br2  →  C6H4(C(CN)2)2  +  4 HBr
它是平面分子，有D2h对称性。